# Doppio potere

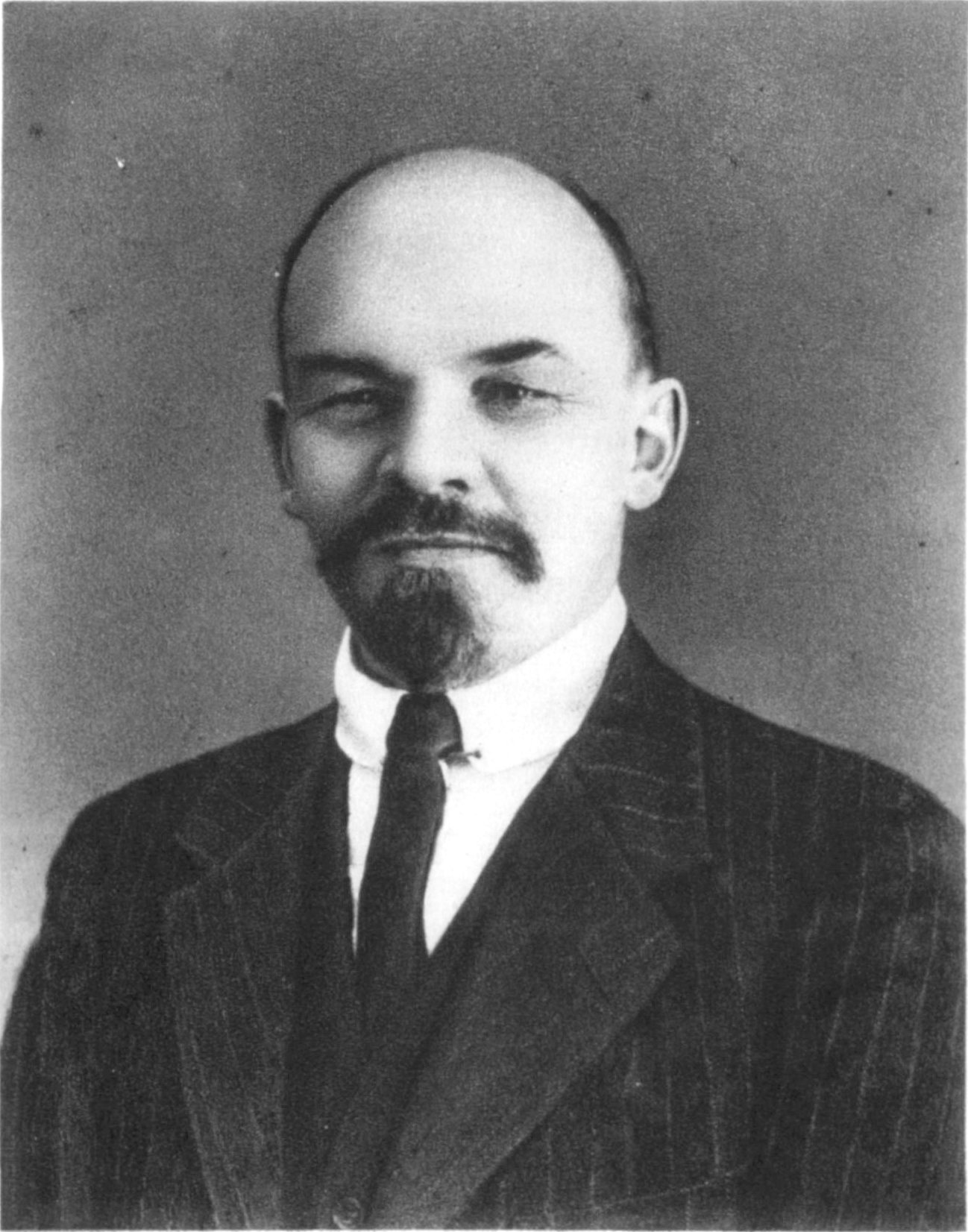
Lenin nel periodo svizzero

Doppio potere (in russo Двоевластие?, Dvoyevlastiye) fu un termine usato per la prima volta dal leader comunista bolscevico Vladimir Lenin (1870–1924) sulla Pravda in un articolo intitolato Doppio potere che descriveva una situazione alla vigilia della Rivoluzione di febbraio, la prima delle due rivoluzioni russe nel 1917. Due poteri coesistevano e competevano per la legittimazione: quello dei Soviet (Consigli di fabbrica), particolarmente il "soviet" di San Pietroburgo, e l'apparato ufficiale dello Stato del Governo provvisorio russo dei Social Rivoluzionari.
Lenin arguì che questa essenzialmente instabile situazione costituiva una opportunità unica per i Soviet e Bolscevichi di prendere il potere smantellando il debole Governo Provvisorio e stabilendo essi stessi come base di una nuova forma di potere di stato.
Questo concetto ha informato le strategie delle successive rivoluzioni a guida comunista in tutto il mondo, inclusa la Rivoluzione comunista cinese del 
1949 guidata da Mao Zedong (1893–1976) dopo la Guerra civile cinese (1927–1936 e 1946–1949) e in Europa orientale dopo la II guerra mondiale (1939–1945).

## Antefatti
Dopo che lo Zar Nicola II aveva abdicato al trono, la Rivoluzione di febbraio che ne risultò condusse all'instaurazione del Governo Provvisorio e alla sua controparte, il Soviet di San Pietroburgo. Il Governo Provvisorio era composto di ex rappresentanti della Duma di Stato con l'approvazione del Soviet di San Pietroburgo, dove quest'ultimo era costituito da leader socialisti eletti da una costituente del proletariato. Con il governo russo proveniente da un'autocrazia a questo sistema di "doppio potere", con il Governo Provvisorio e il Soviet di Pietroburgo costantemente in lotta per il potere, vi era molta confusione su come entrambi potessero coesistere e governare effettivamente.
In questa confusione, il Governo Provvisorio si rese conto che il Soviet godeva della fiducia e dell'entusiasmo del popolo. Nella speranza di soddisfare il Soviet e mantenere al contempo il sostegno della popolazione, il Governo Provvisorio approvò molte leggi veramente liberali e promosse libertà civili quali libertà di parola, stampa e assemblea. Ora, oltre a motivi di strategia politica, il Governo Provvisorio comprese che il suo potere era illegittimo, a causa del fatto di non essere stato eletto dal popolo. Per risolvere il problema dell'illegittimità, il Governo Provvisorio iniziò un processo d'istituzione di un'Assemblea Costituente, i cui membri sarebbero stati eletti democraticamente dal popolo. L'Assemblea Costituente non vide mai la luce sotto le norme del Governo Provvisorio, poiché la sua elezione fu programmata per giorni in cui i Bolscevichi avrebbero già preso il potere con la Rivoluzione di Ottobre.
Dopo la Rivoluzione di Febbraio, Lenin pubblicò le sue "Tesi di Aprile", nelle quali esprimeva disappunto per la Rivoluzione di Febbraio, che descrisse come una "Rivoluzione Borghese". Egli premette per lo slogan "Tutto il Potere ai Soviet". Lenin affermò che era necessaria una Rivoluzione Proletaria e dichiarò di non aver interesse a cooperare con il Governo Provvisorio o con gli altri leader sovietici, che erano orientati verso il compromesso. Altri membri della leadership del Soviet erano scettici in merito alle idee di Lenin poiché temevano che questi e i Bolscevichi fossero orientati verso l'anarchia. Lenin criticò anche il Soviet di San Petroburgo poiché governava a fianco del Governo Provvisorio e li accusava di dimenticare e abbandonare le idee socialiste e la rivoluzione proletaria.

## Governo Provvisorio
I membri del governo provvisorio consistevano principalmente degli ex membri della Duma di Stato sotto il regno di Nicola II. I suoi membri erano in maggior parte membri del Partito Democratico Costituzionale (noto come il partito Cadetto), poiché i "Cadetti" erano l'unico partito politico formale funzionante nel Governo Provvisorio dalla sua nascita. Le idee politiche e ideologiche differivano ampiamente tra la leadership e i membri, ma la maggior parte di loro erano moderati, offrendo punti di vista liberali e conservatori allo stesso tempo. I "Cadetti" e anche il governo provvisorio spingevano per nuove politiche, che comprendevano il rilascio di prigionieri politici, un decreto di libertà di stampa, la cessazione dell'Ochrana, l'abolizione della pena di morte e i diritti delle minoranze. Il Governo Provvisorio e i "Cadetti" volevano anche che la Russia continuasse il suo coinvolgimento nella I guerra mondiale, con lo sgomento dei Soviet. Nonostante certe idee politiche, i "Cadetti" divennero un po' più conservatori, soprattutto con il sorgere dei partiti di sinistra e le sinistre all'interno sia del Governo Provvisorio sia del Soviet di San Pietroburgo. Il governo provvisorio si rendeva conto che il suo potere non era legittimo poiché i suoi membri provenivano dalla Duma e non erano stati eletti dal popolo. Così esso istituì un'Assemblea costituente e programmarono elezioni popolari da tenersi nell'anno in corso.
Alexander Kerensky, un ex membro della quarta Duma e presidente del Commitato Esecutivo del Soviet e infine Primo Ministro per il Governo Provvisorio, fu inserito nel Governo Provvisorio come modo per ottenere il sostegno dei partiti dell'ala sinistra e del Soviet di Pietroburgo. Kerensky era un socialista moderato ed era convinto che la collaborazione con il Governo Provvisorio fosse necessaria. Lo storico S. A. Smith spiega che dopo l'incarico a Kerensky "Allora nacque il Doppio Potere, un accordo istituzionale in base al quale il Governo Provvisorio godeva di autorità formale, ma dove il potere reale stava nel Comitato Esecutivo dei Soviet." Il Governo Provvisorio temeva il grande potere crescente dei Soviet, e con questo timore essi tentarono di accondiscendere a loro il più possibile.
Quando Kerensky divenne Primo Ministro, tentò di lavorare con i Soviet compresa la cessione loro di armi durante il caso Kornilov. I tentativi di Kerensky non durarono molto poiché i bolscevichi non credevano nel compromesso e rovesciarono il governo con la Rivoluzione di Ottobre.

## Soviet di San Pietroburgo
I Soviet dei lavoratori e i Deputati dei soldati a Pietroburgo funsero da voce dei più piccoli consigli di deputati eletti dai comuni, specialmente soldati e lavoratori. Il Soviet di Pietroburgo, quindi, poteva reclamare una miglior comprensione della volontà popolare, poiché era composto di molti oratori eletti dalle classi inferiori del popolo. Il Soviet fu istituito dopo la Rivoluzione di febbraio, composta di numerosi socialisti rivoluzionari.
I lavoratori e i soldati russi videro la speranza nei soviet di Petroburgo e ne elessero en masse, portando la loro membership a una percentuale allarmante (1200 seggi furono raggiunti in una settimana). Il Soviet di San Pietroburgo era visto come un benefattore che avrebbe portato loro terra, pane e pace.
Il comitato esecutivo era inizialmente composto da Nikolai Ckheidze, Matvei Skobelev e Alexander Kerensky. Costoro erano socialisti, ma temevano il radicalismo. Per evitare la diffusione della mentalità radicale e provocare un "movimento controrivoluzionario", essi scelsero di sostenere il Governo Provvisorio quando necessario. Ciò condusse a uno sbilanciamento di poteri chiamato doppio potere.

## Impatto delle giornate di luglio
Gli eventi delle giornate di luglio avrebbero confermato le istanze del "doppio potere" all'interno del governo tra il Governo Provvisorio e il Soviet di San Pietroburgo. Tra i giorni del 3 e del 7 luglio (secondo il calendario giuliano), si verificò un'insurrezione bolscevica, ancor oggi discussa se intenzionale da parte di Lenin. In quanto vista come movimento di base, i lavoratori e i livelli più bassi dei soldati dimostrarono violentemente nelle strade, chiedendo ai Soviet di prendere il potere al Governo Provvisorio. L'insurrezione fu sostenuta dalla Organizzazione dei militari bolscevichi e dal Comitato di San Pietroburgo, ma i leader del partito avevano opinioni meno concrete circa la dimostrazione.
Alexander Kerensky, capo del Governo Provvisorio, prese misure restrittive nei confronti di coloro che erano coinvolti negli eventi delle giornate di luglio e rovesciò il Governo Provvisorio. Furono utilizzati i militari per radunare e arrestare i dimostranti violenti, riprendere gli edifici governativi occupati dalle forze bolsceviche e sciogliere le unità militari che avevano partecipato ai tentativi di rovesciamento. Il Governo Provvisorio tentò anche di scalzare Lenin e il suo partito rivelando le indagini sui suoi legami con la Germania, nemico della Russia durante la Prima guerra mondiale. Queste azioni combinate avrebbero messo a tacere l'insurrezione bolscevica e il suo sostegno fino all'agosto 1917 (Calendario giuliano).
Il ristabilimento della pena di morte per i soldati e il trasferimento di Kerensky e del Governo Provvisorio nel Palazzo d'inverno furono tra gli atti che portarono all'accusa di attività controrivoluzionaria (restaurazione del governo autocratico) da parte del Governo Provvisorio. Un nuovo genere di dualismo tra le classi (proletariato e borghesia) fu una divisione degna di nota non solo nel governo, ma anche nella vita di ogni giorno dei russi. Ciò condusse all'aumento delle tensioni tra entrambi i teatri, e rese difficile la collaborazione fra i gruppi. Il Soviet di Pietroburgo rappresentava il proletariato, mentre i membri del Governo Provvisorio erano parte della ex Duma di Stato, rappresentando il vecchio governo sotto lo Zar. Questa divisione divenne anche evidente nel mondo militare, tra la truppa e gli ufficiali. Col procedere della Prima guerra mondiale, i soldati presero ad ammutinarsi o a disobbedire agli ordini dei loro superiori, mentre sostenevano i soviet, sperando di porre fine al coinvolgimento della Russia nella guerra.

## Presa del potere dei Bolscevichi
Sebbene il partito bolscevico fosse stato ampiamente ridimensionato dopo gli eventi dei giorni di luglio, Lenin credeva ancora che il gruppo avrebbe potuto guadagnare potere nel governo a causa dell'instabilità dovuta alla situazione del "doppio potere". In aprile egli scrisse che i tempi non erano ancora pronti per la rivoluzione, essendo il Soviet di Pietroburgo ancora coinvolto e operante con il Governo Provvisorio, sostenendo: "noi non conosciamo ancora un tipo di governo superiore a e migliore dei Soviet." Con le Giorniate di Luglio, viste come "il peggior errore di Lenin", anche se non era necessariamente la loro intenzione, i Bolscevichi non erano ancora pronti a conquistare il Governo Provvisorio e il Soviet di Pietroburgo.
Comunque, con il Caso Kornilov dell'agosto 1917 (Calendario giuliano), i Bolscevichi riguadagnarono sia il potere nel loro partito, ma anche nelle masse. Con i soldati di Kornilov che muovevano verso la capitale di Pietroburgo (oggi San Pietroburgo) e il Governo Provvisorio, Kerensky aveva rilasciato molti capi Bolscevichi arrestati durante i Giorni di luglio e anche fornito armi per consentire ai Bolscevichi di difendere il Governo Provvisorio. Armando e chiamando quelli che egli aveva prima punito, i Bolscevichi videro che essi stavano veramente guadagnando potere nel governo e nella società russa. La popolazione russa perse la fiducia nel Governo Provvisorio per come esso trattò il colpo di Kornilov, e molti iniziarono a sostenere i Bolscevichi, con il gruppo che vinse le elezioni in Pietroburgo, specialmente nei distretti costituiti dalla classe lavoratice. Questo evento, insieme alla carestia, la prosecuzione del coinvolgimento della Russia nella Prima guerra mondiale e infine la disoccupazione massiccia, operarono in favore dei Bolscevichi, allontanando il popolo dal governo in carica e verso il partito che prometteva "Pane, pace, terra."
Quando i Bolscevichi rovesciarono il Governo Provvisorio durante la Rivoluzione di Ottobre, furono in grado di farlo grazie alla poca resistenza incontrata. Il Governo Provvisorio comprese che il suo potere era limitato al punto di acquisizione del controllo, avendo i Bolscevichi guadagnato sostenitori e un maggior numero di rivoluzionari. Quando ebbe luogo l'effettivo rovesciamento tra i giorni del 25 e del 26 ottobre (Calendario giuliano), i Bolscevichi dapprima occuparono i mezzi di trasporto e di comunicazione, quali strade, ponti, ferrovie e uffici postali. Lenin quindi andò al Secondo Congresso dei Soviet dei lavoratori e dei rappresentanti dei soldati per presentare il rovesciamento del Governo Provvisorio e stabilire l'autorità del partito bolscevico. Il Palazzo d'inverno (al tempo, sede del Governo Provvisorio) fu occupato senza una vittima il mattino del 26 e il Congresso non ebbe altra scelta che approvare i decreti di Lenin. Con ciò, il periodo del "doppio potere" tra il Governo Provvisorio e il Soviet di San Pietroburgo giunse a termine.

## Strategia e concetti ideologici
Una volta rotto il monopolio ideologico delle istituzioni dominanti il popolo contò sempre di più sulle Istituzioni Alternative (IA), quelli che traevano benefici dalle sistemazioni esistenti potevano cercare di smantellare i loro concorrenti emergenti. Allo stesso tempo, coloro che cercavano cambiamenti fondamentali nella società o che trovarono modi alternativi di organizzarla, poterono cercare di ampliarne e rafforzarne l'infrastruttura alternativa. Furono create contro-istituzioni (XI) sia per difendere le IA che per promuovere la loro crescita. Ciò fece sì di sfidare e di attaccare lo status quo, creando, difendendo e assicurando spazio per l'opposizione e le istituzioni alternative. Ciò fu realizzato mediante ogni forma di protesta politica, dall'appropriazione diretta (di piantagioni, edifici governativi, fabbriche, ecc.) per l'uso di istituzioni alternative, alla disobbedienza civile o alla resistenza armata. La linea di separazione tra IA e XI è raramente del tutto chiara, come molte istituzioni alternative furono anche auto-promuoventi o difendenti. Insieme le AI e XI formavano una fonte alternativa di potere in una società che era "necessariamente autonoma da, e competitiva con, il sistema dominante, cercando di invadere il dominio di quest'ultimo, e, infine, rimpiazzarlo."
Le ribellioni di successo al "doppio potere" terminarono con l'accettazione delle nuove forme sociali da parte della popolazione e la realizzazione da parte dei vecchi legislatori di non essere più in grado di usare la forza contro il movimento rivoluzionario. Ciò poté accadere poiché la mancata cooperazione aveva danneggiato le vecchie strutture di potere, poiché troppo poca gente rimase leale ai vecchi governanti per rafforzare la loro volontà, o perché gli stessi legislatori subirono una conversione ideologica.
A questo punto, non c'è una confusione generale. La scomparsa dei vecchi leader e delle strutture di potere è sistemata dalla espansione del sistema alternativo. La presunta "necessità" di un'avanguardia rivoluzionaria per guidare l'impulso rivoluzionario si è dimostrato privo di basi: poiché la gente aveva già imparato come governare i propri affari, essa non aveva bisogno di tutele dall'alto. La possibilità di co-opzione era minimizzata: "Quando la gente riconosce il proprio vero potere, esso non può esserle portato via dalla retorica o dalle... imposizioni."
Lo scrittore marxista francese e partigiano della guerriglia, Régis Debray, identificava il concetto di "doppio potere" con quello del movimento che è il Trockismo nella sua popolare opera del 1967 Révolution dans la Révolution? (Rivoluzione nella Rivoluzione?). Nella teoria del "doppio potere", secondo Debray, il movimento di guerriglia è subordinato al partito di avanguardia che inibisce la flessibilità di tattiche disponibili agli armati della guerriglia rivoluzionaria e li pone in una posizione difensiva per proteggere i funzionari del partito di avanguardia e i suoi beni. La struttura strategica di Debray si identifica ampiamente con quella della Rivoluzione cubana, in particolare quella di Fidel Castro e di Ernesto "Che" Guevara.